# الیزابت مک‌گاورن
 الیزابت مک‌گاورن (انگلیسی: Elizabeth McGovern؛ زادهٔ ۱۸ ژوئیهٔ ۱۹۶۱) یک هنرپیشه، و خواننده-ترانه‌سرا اهل ایالات متحده آمریکا است. وی از سال ۱۹۷۹ میلادی تاکنون مشغول فعالیت بوده‌است.
از فیلم‌ها یا برنامه‌های تلویزیونی که وی در آن نقش داشته است می‌توان به کیک-اس، برخورد تایتان‌ها، روزی روزگاری در آمریکا، مردم معمولی، رگتایم، تاج فرشته ها، او یک بچه دارد، رفت‌وآمد، سربازان بوفالو، مردی با باران در کفش‌هایش، آهنگ در فردا، بال‌های شجاعت، پسر بومی، خانه شادی و دانتون ابی اشاره کرد.